# Björn Gehlsen
Björn Gehlsen es un deportista alemán que compitió para la RFA en remo. Ganó dos medallas en el Campeonato Mundial de Remo, plata en 1987 y oro en 1989.

## Palmarés internacional
| Campeonato Mundial | Campeonato Mundial     | Campeonato Mundial | Campeonato Mundial      |
| Año                | Lugar                  | Medalla            | Prueba                  |
| ------------------ | ---------------------- | ------------------ | ----------------------- |
| 1987               | Copenhague (Dinamarca) | Medalla de plata   | Ocho con timonel ligero |
| 1989               | Bled (Yugoslavia)      | Medalla de oro     | Cuatro scull ligero     |